# Mamut (escultura)
El Mamut és una escultura situada al Parc de la Ciutadella de Barcelona, prop de la Cascada Monumental. Obra de l'escultor català Miquel Dalmau, es va inaugurar el 12 de desembre de 1907. Realitzada en formigó armat pintat, representa un mamut a escala natural: 5,60 m d'alçada, 7,50 m de llargada i 2,30 m d'amplada.
Va ser l'única de les 12 escultures d'animals extingits que es volien col·locar al parc, a proposta dels geòlegs Norbert Font i Sagué, Jaume Almera i Comas i Artur Bofill i Poch, membres de la Junta de Ciències Naturals de Barcelona. Ha estat restaurada el 1981 i el 1998.